# Negros (Corozal)
Negros es un barrio ubicado en el municipio de Corozal en el estado libre asociado de Puerto Rico. En el Censo de 2010 tenía una población de 1398 habitantes y una densidad poblacional de 181,74 personas por km².

## Geografía

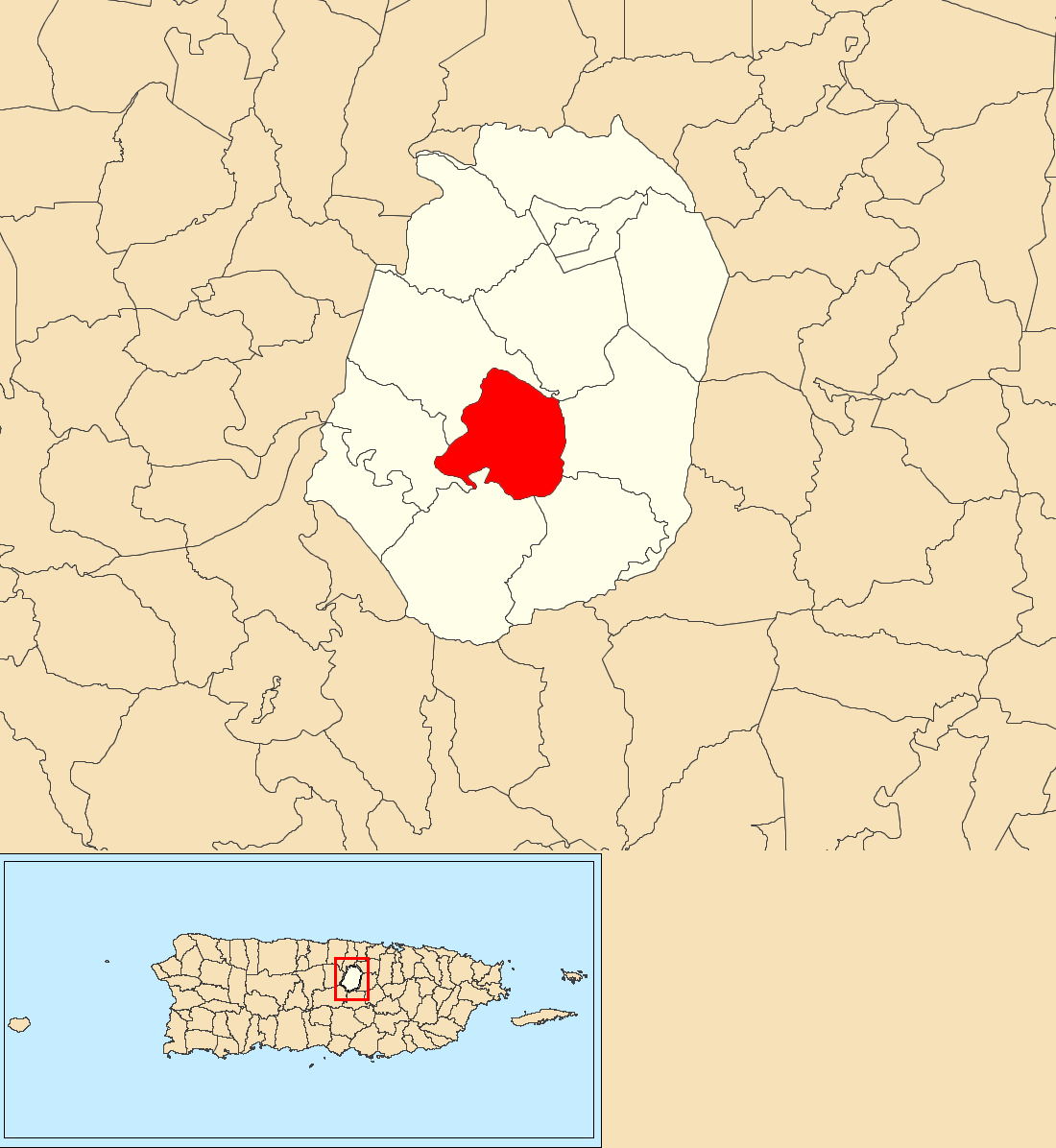
Ubicación de Negros en Corozal

Negros se encuentra ubicado en las coordenadas 18°17′23″N 66°19′43″O / 18.28972, -66.32861. Según la Oficina del Censo de los Estados Unidos, Negros tiene una superficie total de 7.69 km², que corresponden a tierra firme.

## Demografía
Según el censo de 2010, había 1398 personas residiendo en Negros. La densidad de población era de 181,74 hab./km². De los 1398 habitantes, Negros estaba compuesto por el 81.69% blancos, el 7.15% eran afroamericanos, el 0.43% eran amerindios, el 8.58% eran de otras razas y el 2.15% pertenecían a dos o más razas. Del total de la población el 99.64% eran hispanos o latinos de cualquier raza.